# Verniolle

Verniolle este o comună în departamentul Ariège din sudul Franței. În 1 ianuarie 2022 avea o populație de 2.381 de locuitori.